# Wolfgang U. Eckart
Wolfgang Uwe Eckart (* 7. Februar 1952 in Schwelm; † 16. August 2021 in Heidelberg) war ein deutscher Medizinhistoriker und Direktor des Instituts für Geschichte und Ethik der Medizin der Ruprecht-Karls-Universität Heidelberg.

## Leben
Wolfgang Eckart studierte an der Westfälischen Wilhelms-Universität in Münster Medizin, Geschichte und Philosophie. Politisch engagierte er sich während seines Studiums im Sozialistischen Hochschulbund (SHB) und im MSB-Spartakus. 1973/74 war er für den SHB Kulturreferent im Allgemeinen Studierendenausschuss der WWU. Im Jahr 1977 erhielt er seine Approbation als Arzt, seine Promotion zum Dr. med. folgte ein Jahr später mit einer Dissertation über den Wittenberger Arzt Daniel Sennert (1572–1637). Von 1976 bis 1988 war Eckart als Assistent und ab 1986 als Privatdozent am Münsteraner Institut für Theorie und Geschichte der Medizin tätig. Habilitiert hatte er sich 1986 für Geschichte der Medizin mit einer als Sanitätsoffizier am Militärgeschichtlichen Forschungsamt in Freiburg fertiggestellten Studie über deutsche Ärzte in Japan und China. Seine akademischen Lehrer waren Richard Toellner, Karl Eduard Rothschuh, Johanna Bleker und Manfred Messerschmidt.
Von 1988 bis 1992 war er Professor für Geschichte der Medizin, Direktor der Abteilung Geschichte der Medizin und erster Lehrstuhlinhaber für Geschichte der Medizin an der Medizinischen Hochschule Hannover. Im  Jahr 1992 wurde Eckart zum Professor für Geschichte der Medizin und als Direktor des Instituts für Geschichte der Medizin (heute Institut für Geschichte und Ethik der Medizin) an die Ruprecht-Karls-Universität Heidelberg berufen, wo er bis September 2017 tätig war.
Von 1994 bis 1997 gehörte er der Kommission „Geomedizin“ der Heidelberger Akademie der Wissenschaften an. In den Jahren von 1996 bis 1998 war Eckart Präsident der Gesellschaft für Wissenschaftsgeschichte. 2002 wurde er der Leibniz-Sozietät der Wissenschaften zu Berlin und 2009 der Deutschen Akademie der Naturforscher Leopoldina zugewählt. 2016 wurde ihm das Verdienstkreuz am Bande des Verdienstordens der Bundesrepublik Deutschland verliehen.
Zu seinen Forschungsschwerpunkten gehörten die Byzantinische Medizin, Entstehung der neuzeitlichen Medizin im 16. und 17. Jahrhundert, Medizin in der schönen Literatur, Medizin im europäischen Kolonialimperialismus, Ärztliche Mission, Medizin und Krieg sowie Medizin und Politik in Deutschland von 1871 bis 1945 (insbesondere auswärtige Kulturpolitik in der Weimarer Republik und im Nationalsozialismus).
Eckart befand sich ab 1. Oktober 2017 im Ruhestand und konzentrierte seine Arbeit hinfort auf die Leopoldina. Zuletzt ordnete er in Interviews die Coronapandemie in den großen medizinhistorischen Kontext ein. Er starb im August 2021 nach langer, schwerer Krankheit im Alter von 69 Jahren.
Seine Nachfolgerin auf dem Lehrstuhl für Geschichte und Ethik der Medizin der Ruprecht-Karls-Universität Heidelberg wurde im Februar 2018 die Medizinhistorikerin Karen Nolte.

## Ehrungen
- Mitglied der Deutschen Akademie der Naturforscher Leopoldina
- Träger des Bundesverdienstkreuzes am Bande (2016)

## Veröffentlichungen (Auswahl)
- mit Klaus Peter Pohl: Das Studium der Medizin und die Fächer „Theorie der Medizin“ und „Geschichte der Medizin“ im Urteil der Medizinstudenten. Ergebnisse einer Umfrage-Untersuchung unter den Studenten der Medizinischen Fakultät der Universität Münster im Wintersemester 1975/76 (= Münstersche Beiträge zur Geschichte und Theorie der Medizin. Nr. 12). Hrsg. von Richard Toellner. Institut für Theorie und Geschichte der Medizin der Universität, Münster 1976.
- Der Streit zwischen Daniel Sennert (1572–1637) und Johann Freitag (1581–1641). In: Münstersche Beiträge zur Geschichte und Theorie der Medizin, XIII: Deutsch-Niederländische Medizinhistorikertreffen. Vorträge. Münster 1978, S. 21–36.
- Zur Funktion der Abbildung als Medium der Wissenschaftsvermittlung in der medizinischen Literatur des 17. Jahrhunderts. In: Berichte zur Wissenschaftsgeschichte. Band 3, 1980, S. 35–52.
- Machiavellus Medicus: Eine satirisch-kritische Schrift zur medizinischen „Politik“ des ausgehenden 17. Jahrhunderts. In: Nouvelles de la République des lettres. Band 1, 1982, S. 20–36.
- Geschichte der Medizin. Springer, Berlin/Heidelberg/New York 1990; 3., überarbeitete Auflage ebenda 1998; 9., überarbeitete Auflage: Geschichte, Theorie und Ethik der Medizin. Springer, Berlin 2021, ISBN 978-3-662-63424-0.
- Leprabekämpfung und Aussätzigenfürsorge in den afrikanischen „Schutzgebieten“ des Zweiten Deutschen Kaiserreichs, 1884–1914. Heggendruck, Leverkusen o. J. (1991?).
- Medizin und Kolonialimperialismus. Deutschland 1884–1945. Schöningh, Paderborn 1997, ISBN 3-506-72181-X.
- mit Robert Jütte: Medizingeschichte. Eine Einführung (= UTB. 2903) Böhlau, Köln 2007, ISBN 978-3-8252-2903-0; 2. Auflage 2014, ISBN 978-3-8252-3927-5.
- Illustrierte Geschichte der Medizin. Von der französischen Revolution bis heute. Springer, Berlin 2011, ISBN 978-3-642-12609-3.
- Medizin in der NS-Diktatur. Ideologien, Praxis, Folgen. Böhlau, Wien 2012, ISBN 978-3-412-20847-9.
- Die Wunden heilen sehr schön. Feldpostkarten aus dem Lazarett 1914–1918. Steiner, Stuttgart 2013, ISBN 978-3-515-10459-3.
- Medizin und Krieg. Deutschland 1914–1924. Schöningh, Paderborn 2014, ISBN 978-3-506-75677-0.
- Ferdinand Sauerbruch – Meisterchirurg im politischen Sturm. Eine kompakte Biographie für Ärzte und Patienten. Springer, Wiesbaden 2016, ISBN 978-3-658-12546-2 (Print), ISBN 978-3-658-12547-9 (Online).
- Von Kommissaren und Kamelen. Heinrich Zeiss – Arzt und Kundschafter in der Sowjetunion 1921–1931. Schöningh, Paderborn 2016, ISBN 978-3-506-78584-8.

## Herausgeberschaften
- mit Johanna Geyer-Cordesch: Heilberufe und Kranke im 17. und 18. Jahrhundert. Die Quellen- und Forschungssituation. Burgverlag, Tecklenburg 1982, ISBN 3-922506-03-8.
- mit Udo Benzenhöfer: Medizin im Spielfilm des Nationalsozialismus. Burgverlag, Tecklenburg 1990.
- mit Robert Jütte: Das europäische Gesundheitssystem – Gemeinsamkeiten und Unterschiede in historischer Perspektive. Steiner, Stuttgart 1994, ISBN 3-515-06485-0.
- mit Christoph Gradmann: Ärzte Lexikon. Von der Antike bis zur Gegenwart. Beck, München 1995, ISBN 3-406-37485-9; 3. Auflage ebenda 2006.
- mit Christoph Gradmann: Die Medizin und der Erste Weltkrieg. Centaurus, Pfaffenweiler 1996, ISBN 978-3-8255-0066-5 (Rezension von Achim Thom, 1999); 2. Auflage 2003, ISBN 978-3-8255-0066-5.
- mit Klaus Volkert: Hermann von Helmholtz – Vorträge eines Heidelberger Symposiums anläßlich des einhundertsten Todestages. Centaurus, Pfaffenweiler 1996, ISBN 3-8255-0023-3.
- 100 Years of Organized Cancer Research. 100 Jahre organisierte Krebsforschung. Thieme, Stuttgart 2000, ISBN 978-3-13-105661-0.
- mit Günter H. Seidler: Verletzte Seelen. Psychosozial-Verlag, Gießen 2005.
- Men, Medicine and the State. The human body as an object of government sponsored medical research in the 20th century. Steiner, Stuttgart 2006, ISBN 3-515-08794-X.
- mit Volker Sellin, Eike Wolgast: Die Universität Heidelberg im Nationalsozialismus. Springer, Heidelberg 2006, ISBN 3-540-21442-9.
- mit Alexander Neumann: Medizin im Zweiten Weltkrieg. Schöningh, Paderborn 2006, ISBN 3-506-75652-4.
- mit Anne Cottebrune: Das Heidelberger Institut für Humangenetik. Vorgeschichte und Ausbau (1962–2012). Festschrift zum 50jährigen Jubiläum. Bartram, Heidelberg 2012, ISBN 978-3-00-039002-9.
- mit Michael Anderheiden: Handbuch Sterben und Menschenwürde. 3 Bände. De Gruyter, Berlin 2012, ISBN 978-3-11-024644-5.
- Jenner. Untersuchungen über die Ursachen und Wirkungen der Kuhpocken. Springer, Berlin 2016, ISBN 978-3-642-41678-1.
- Rudolf Virchow und Gustav Adolph Spiess. Cellular-Pathologie versus Humoral- und Solidarpathologie. Springer, Berlin 2016, ISBN 978-3-642-41680-4.
- mit Rainer Godel: „Krieg der Gelehrten“ und die Welt der Akademien 1914–1924 (= Acta Historica Leopoldina. Band 68). Wissenschaftliche Verlagsgesellschaft, Stuttgart 2016, ISBN 978-3-8047-3612-2.
- mit Robert Fox:  Blockades of the Mind – Science, Academies, and the Aftermath of the Great War (= Acta historica Leopoldin. Band 78). Wissenschaftliche Verlagsgesellschaft, Stuttgart 2021, ISBN 978-3-8047-4113-3.
- Schriftenreihe Neuere Medizin- und Wissenschaftsgeschichte. Quellen und Studien. Centaurus, verschiedene Verlagsorte 1995 ff., ISSN 0949-2739.